# Inundación en Santa Fe de 2007
La inundación en Santa Fe de 2007 fue un suceso meteorológico ocurrido en el mes de marzo de ese año que afectó a la ciudad de Santa Fe y las localidades aledañas, a causa de fuertes precipitaciones que se sucedieron en la zona litoral argentina. En total, cayeron 437 milímetros de lluvia del 26 de marzo al 4 de abril, dejando como saldo 26 000 evacuados.

## Antecedentes

### Características terrenales y climáticas

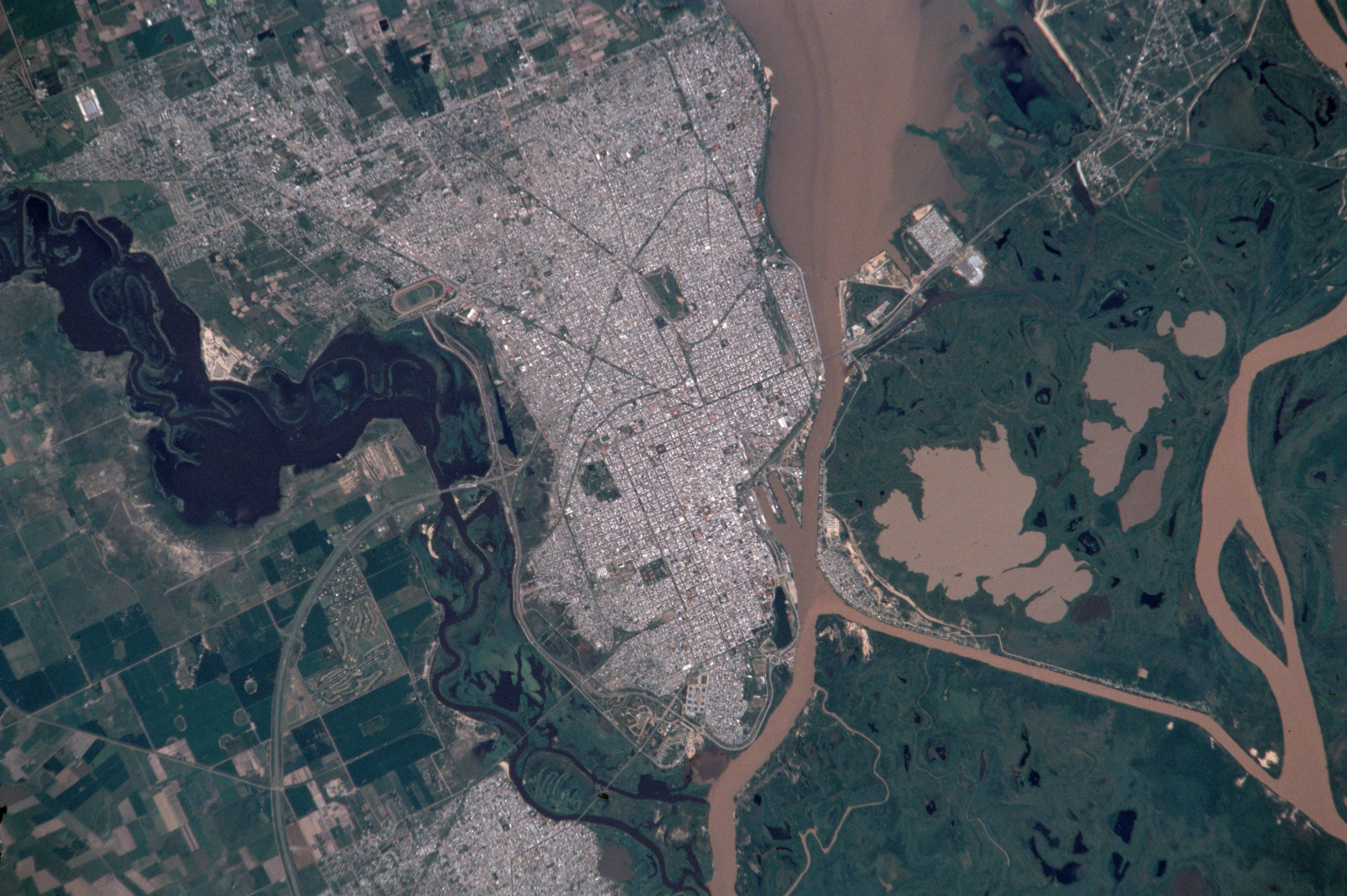
Vista satélital de Santa Fe, con el río Salado por el oeste y la laguna Setúbal y el sistema del Paraná por el este.

La ciudad de Santa Fe se encuentra ubicada en una zona de interfluvio con el río Salado por el oeste y el sistema del río Paraná por el este, y presenta un conjunto de arroyos, riachos, lagunas y bañados que representan el 70% del distrito municipal enmarcada en un valle inundable. La creciente de estos ha provocado inundaciones como la del 1983 por el Paraná y la del 2003 por el Salado. Por otro lado, el clima en Santa Fe es templado sin estación seca, según la clasificación climática de Köppen, con 800 y 1100 mm anuales de precipitaciones, de los cuales la mitad aproximadamente se dan entre los meses de febrero y mayo.
Estas características terrenales y climáticas, junto a la ocupación de suelos inundables, derivan en el continuo riesgo y vulnerabilidad hídrica que sufre en la ciudad.

### Sistema de defensas
Ante la problemática que se enfrenta con la situación hídrica, el gobierno ha construido una serie de defensas para evitar las crecidas e inundaciones. El primero de ellos, y más primitivo, es el terraplén de defensa o dique lateral, siendo una barrera artificial de tierra ubicadas en las riberas, separando los ríos de las zonas inundables. Para evitar la acumulación de agua, ya que esta no puede discurrir nuevamente a los ríos a causa de los terraplenes, se dispuso de un conjunto de estructura de defensa fluvial que forman las obras de desagües, constituidos por bocas de tormenta, cañerías y desagües pluviales. Este sistema conduce el agua hacía los reservorios, áreas adyacentes a los terraplenes, que son zonas deprimidas y cuya principal función es almacenar agua de manera transitoria para luego deber ser vaciadas en las corrientes naturales de agua cercanas.
Este vaciado se da de dos maneras, siendo estas por gravedad y por bombeo. La de gravedad se da por medio de compuertas en los terraplenes que conectan los reservorios en su parte más baja con una parte en la altura de una corriente de agua. Por otro lado, el sistema de bombeo se da a través de plantas equipadas con motobombas con la capacidad de expulsar agua hacia afuera de las defensas. Para el 2007, existían cuatro estaciones de bombeo, conocidas como casabombas, en funcionamiento, con dos más donde faltaba la conexión eléctrica.
La casabomba n.º 1 estaba funcionando al 65% de su capacidad, con dos de las cinco bombas sin andar; la n.º 3 funcionaba al 65% y la n.º 4 al 80%. En la casabomba n.º 2, el 14 de marzo sucedió una explosión en una de las dos bombas, la cual, al momento del comienzo de la inundación, aún no había sido reparada. Para entonces, 27 de las 45 bombas disponibles no funcionaban, representando el 60% del sistema de bombeo.

### Plan de Contingencia
El 20 de abril de 2005, el intendente justicialista Martín Balbarrey, electo en 2003, presentó el Plan de Contingencia para la ciudad, donde se detallaban todos los mecanismos para prevenir situaciones de crisis como la de la inundación de 2003, con el objetivo de que cada vecino supiera cómo actuar en una emergencia. El plan fue preparado por organismos oficiales y ONG, junto a vecinales y especialistas en el tema, y fue dirigido por el venezolano Pedro Zuccarini, especialista en catástrofes, que se encontraba ayudando en la ciudad desde la inundación de 2003, por parte de la Cruz Roja Alemana. En el plan se establecía los protocolos de acción a llevar a cabo por organizaciones e instituciones, la difusión del conocimiento necesario en la población para que sepan como reaccionar, y la creación de la Oficina de Acción de Riesgo, preparada para actuar antes, durante y después de la catástrofe. Un año después, el 20 de marzo de 2006, Balbarrey dispuso la creación de la Subsecretaría de Gestión de Riesgos, dependiente de la Secretaría de Recursos Hídricos, en la cual puso al frente a Pedro Zuccarini.
En junio de 2006, Proyecto Santa Fe, un centro de estudio dirigido por el entonces diputado nacional radical Hugo Storero, realizó una encuesta a 360 personas y 56 instituciones de doce barrios del oeste, la zona más afectada por la inundación de 2003. Dados los resultados, sucedía que la mayor parte no sabría qué hacer frente a una nueva inundación, desconociendo el nuevo Plan de Contingencia y la ubicación de los centros de evacuados, aunque Zuccarini luego negaría la encuesta, al afirmar que «dos de cada cinco santafesinos» conocían el plan y se hallaban preparados. Otro dato de la encuesta fue que una parte mayoritaria de las instituciones no creía posible otra inundación.
Zuccarini viajó en diciembre de 2006 a su país de origen, Venezuela, primero por cuestiones personales, y luego, según Balbarrey, para presentar los proyectos dispuestos en Santa Fe en otros lugares del mundo. El 1 de febrero de 2007 seguiría sin volver, por lo cual quedó sin goce de sueldo, y finalmente sería apartado de su cargo el 21 de febrero. El equipo de nueve personas de la subsecretaría siguió trabajando, dividido en dos grupos, uno encargado del trabajo de campo y otro de la logística. Esto se dio en el marco de la subida del río Paraná en febrero de 2007, que afectó a los pobladores de la Vuelta del Paraguayo.

## Acontecimientos
Entre los días 26 de marzo al 4 de abril, los departamentos santafesinos de Belgrano, Caseros, Castellanos, Constitución, Garay, Iriondo, La Capital, las Colonias, Rosario, San Jerónimo, San Lorenzo y San Martín; y los departamentos entrerrianos de Islas del Ibicuy, Gualeguay, Gualeguaychú y Paraná.
Entre esos días, el total de lluvia caída fue de 437 mm.
El 30 de marzo, 15 000 habitantes de los barrios del oeste San Pantaleón, Barranquitas, Villa del Parque, San Lorenzo, Chalet y Santa Rosa de Lima se marcharon de sus hogares a los centros de albergue transitorio, tras la declaración del intendente Balbarrey de alerta roja y evacuación preventiva de la zona, al ser la más afectada. Aunque la lluvia había disminuido, la conexión entre los reservorios de agua producía un aumento en la otras zonas de la ciudad. La autopista Santa Fe-Rosario y la ruta 11 se encontraban intransitables. El Ejército, Gendarmería y Prefectura se encontraban en la ciudad para prestar ayuda en lo referido a material alimenticio, socorro y seguridad.

## Causas
Según el intendente Balbarrey, las causas fueron la gran cantidad de lluvia, que superó todas las prevenciones previas; y la falta de mantenimiento y saqueos en las bombas extractoras instaladas en la zona oeste.
La proliferación de asentamientos en sectores indundables, la falta de mantenimiento de los reservorios y del sistema de bombas.